# Taetan
Taetan (Hán Việt: Đài Than là một huyện thuộc tỉnh Hwanghae Nam tại Cộng hòa Dân chủ Nhân dân Triều Tiên. Huyện giáp với Samchon ở phía bắc, Changyon cùng Ryongyon và Hoàng Hải ở phía tây, Ongjin ở phía nam, Pyoksong ở phía đông Sinchon và ở phía đông bắc. Năm 2008, dân số toàn huyện là 64.258 người (30.351 nam và 33.907 nữ), trong đó, dân số thành thị là 17 351 người (27%) và dân số nông thôn là 46 907 người (73%).